# Oedemeridae
Oedemeridae Latreille, 1810 è una famiglia di coleotteri della superfamiglia Tenebrionoidea.
Il loro nome è per lo più associato al legno marcescente, dove vivono le loro larve, anche se gli adulti sono piuttosto comuni sui fiori. Negli adulti sono contenute sostanze tossiche nei fluidi corporali come un meccanismo difensivo.

## Descrizione
Presentano colorazioni spettacolari: blu metallizzato e brillante, verde, oro o rame, spesso in combinazione con il giallo, arancio o rosso.

## Biologia
Nelle regioni temperate, gli adulti sono diurni e polifagi: si nutrono principalmente di polline e nettare.
Le larve della maggior parte dei generi sono organismi xilofagi di legno umido in avanzato stato di decomposizione.

## Tassonomia
La famiglia comprende circa 100 generi per 1 500 specie.
- Sottofamiglia Polypriinae Lawrence, 2005
- Sottofamiglia Calopodinae Costa, 1852
- Sottofamiglia Oedemerinae Latreille, 1810